# 横川唐陽
横川 唐陽（よこかわ とうよう、1868年1月14日（慶応3年12月20日） - 1929年（昭和4年）12月12日）は、日本の漢詩人、陸軍軍医。本名は徳郎。雅号は唐陽山人。

## 経歴
信濃国諏訪郡神戸村（→四賀村→現・長野県諏訪市四賀）に生まれる。第一高等中学校医学部（現・千葉大学医学部）を卒業後、陸軍軍医となる。日露戦争では第１師団衛生隊の医長として従軍、のち浜松衛戍病院長、善通寺衛戍病院長、第7師団軍医部長を歴任。また『明治二十七八年役陸軍衛生事蹟』編纂にも従事。
漢詩は森槐南らに師事。落合東郭、野口寧斎、森川竹磎らと親しく交わり、陸軍軍医であった森鷗外とも漢詩を通じた交遊があった。

## 著書
- 『游燕今體』（1902年）
- 『論俳絶句』（1911年）
- 『四国霊場奉納経』（1914年）
- 『揖五山館集』（1916年）
- 『唐陽山人詩鈔』（1923年）